# Ребет Лев
Лев-Роман Михайлович Ре́бет (псевдо: Кіл, Кліщ, Левко, Лисий, Стар; 3 березня 1912, Стрий, нині Львівська область, Україна — 12 жовтня 1957, Мюнхен, ФРН) — український політичний діяч, публіцист, адвокат, один із лідерів ОУН. В'язень польських тюрем за приналежність до ОУН.

## Життєпис
Народився 3 березня 1912 року в Стрию в сім'ї поштового урядовця.
З дитячих років відзначався глибокою релігійністю та відданістю українській національній ідеї. Брав участь у юнацькому русі пластунів. У 15-річному віці, навчаючись Стрийській українській гімназії, став членом Української Військової Організації (УВО). Після заснування Організації українських націоналістів у 1929 році вступив до її лав, а за рік — очолив її провід у Стрийському повіті.
Закінчив юридичний факультет Львівського університету.
Після вбивства 15 червня 1934 року членами ОУН міністра внутрішніх справ Польщі Броніслава Пєрацького Ребета разом зі Степаном Бандерою, Миколою Лебедем, Ярославом Карпинцем та іншими діячами ОУН заарештувала польська поліція. Однак за браком доказів Ребета відпустили.
Лютий 1935 — лютий 1939 — провідник Крайової Екзекутиви ОУН на західній частині сучасної Україні. Після розподілу Польщі між нацистською Німеччиною та Радянським Союзом у вересні 1939 року Ребет виїхав до Кракова, там він входив до складу Центральної Екзекутиви ОУН і керував розвідкою. Неодноразово затримувався польською поліцією за політичну діяльність. Паралельно він у 1938 році закінчив правничий факультет Львівського університету, здобувши ступінь магістра права.
1940–1941 — після розколу ОУН на мельниківську та бандерівську фракції, підтримав Степана Бандеру.
З квітня 1941 року — член ОУНР.
Коли 22 червня 1941 року вибухнула німецько-радянська війна, Ребет у складі бандерівської похідної групи вирушив до Львова. Увечері 30 червня 1941 року в Львові, який покинули радянські війська, було проголошено Акт відновлення Української держави. 5 липня Лев Ребет був призначений заступником Голови Українського державного правління (себто Західноукраїнського уряду), яке очолював Ярослав Стецько.
Німці, не добившись від Бандери та Стецька відкликання Акту відновлення Української Держави, розпочали арешти українських діячів. 6 липня гестапо заарештувало у Кракові Степана Бандеру, 9 липня у Львові — голову Українського державного правління Ярослава Стецька. Ребет перебрав його обов'язки, ставши одночасно представником ОУН (б) в Українській Національній Раді у Львові, яку очолили доктор Кость Левицький та Митрополит Андрей Шептицький.
12 липня німці заарештували членів Правління Дмитра Яціва, Романа Ільницького, Володимира Стахіва та Лева Ребета. Усіх їх перевезли до Берліна, і там нацисти впродовж двох місяців слідства вимагали від них відкликати Акт відновлення Української держави. Оскільки ж Бандера, Ребет, Стецько та інші керівники Українського державного правління відмовилися це зробити, нацисти відправили їх до концентраційних таборів — гестапівці заарештували Ребета у вересні 1941 року і допровадили до Краківської тюрми, а згодом і до концтабору Аушвіц, де він був ув'язнений до грудня 1944 року.

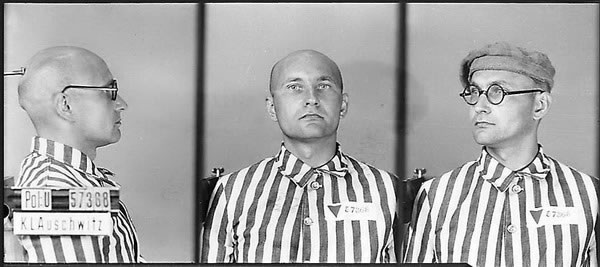
Лев Ребет у 1940-х (фото з німецького досьє в Аушвіці)

Улітку 1944 року була утворена Українська головна визвольна Рада (УГВР), яка перебрала керівництво повстанським рухом. До складу Президії Ради була обрана дружина Ребета Дарія. Тоді ж був сформований і Генеральний Секретаріат, себто український підпільний уряд. Коли у жовтні 1944 року нацисти нарешті випустили Ребета з концтабору, він, за дорученням Української Головної Визвольної Ради, виїхав до Мюнхена, аби представляти її у відносинах із західними союзниками.
З 1945 року у Мюнхені, очолював орґанізації ОУНР.
1945–1948 — головний суддя Закордонних частин ОУН.
З 1948 року стає разом із Миколою Лебедем, Іваном Бутковським та Мирославом Прокопом одним із керівників ОУНР, а невдовзі — її головою.
У 1948 році в бандерівському відламі ОУН стався перший розкол, коли Лев Ребет і низка інших лідерів виступили проти авторитарних ідей, сповідуваних Бандерою, Стецьком та іншими лідерами. У 1953 році була зроблена спроба примирення, але у лютому 1954 року цей розкол став остаточним. Бандера та Стецько запропонували повернутися до ідеології чинного націоналізму з його гаслом «Україна для українців», водночас Лев Ребет не підтримав його. Бандера і Стецько пропагували авторитарний стиль (поширений в національних рухах тодішньої Європи), натомість Лев Ребет і його однодумці відстоював ухвалену 1943 року, нову програму ОУН, головним гаслом якої було «Свободу народам, свободу людині!», Унаслідок численних партійних конфліктів Лев Ребет із грудня 1956 року перестає бути членом ОУНР, і разом зі своїм соратником і однодумцем Зеновієм Матлою створює нові керівні органи Закордонних частин ОУН. З огляду на наявність двох провідників прихильників цього крила ОУН — так званого ОУНЗ — назвали «двійкарями».
Перебуваючи в еміграції, Ребет займається науковою та публіцистичною діяльністю. Він був співробітником газет «Українська трибуна», «Час» та «Сучасна Україна».

## Наукова діяльність
1949 року захистив докторську дисертацію на тему «Держава і нація».
З 1952 року — доцент, а з 1954 року — професор державного права Українського вільного університету.
З 1955 року — головний редактор суспільно-політичного журналу «Український самостійник».
Автор багатьох праць із теорії та історії української нації, зокрема, «Формування української нації» (1951), «Світло і тіні ОУН» (1954), «Теорія нації» (1956), «Походження українців, росіян та білорусів у світлі сучасних совєтських теорій».

## Погляди в еміграції
Ребет категорично відкидав тезу «Україна для українців», стверджуючи, що «український народ, будучи в Східній Європі народом з найстаршою землеробською культурою, має дані бути також глашатаєм передових ідей людства на тих просторах. Україна може й повинна стати зразком політичної культури для всього оточення й замість тиранії, що сторіччями на Сході представляла російська — біла й червона — імперія, показати зразок модерної демократичної держави, де воля й достоїнство людини не порожній звук».
Він був переконаний у створенні незалежної демократичної Української Держави. Досліджуючи процеси формування української нації, Ребет наполягав, що вона може бути сформована лише в незалежній Україні. Лише «самостійна держава є найпридатнішою для розвитку етнічної спільності».
Концепція Ребета, за якою «теорія народного суверенітету породила наскрізь стихійний рух, який багато народів, а навіть етнічних груп, підняв до рівня націй», і проектування її на український народ, вибивалася з радянської ідеології й була визнана комуністичною верхівкою небезпечною, тому і був відданий наказ на його знищення.

## Вбивство

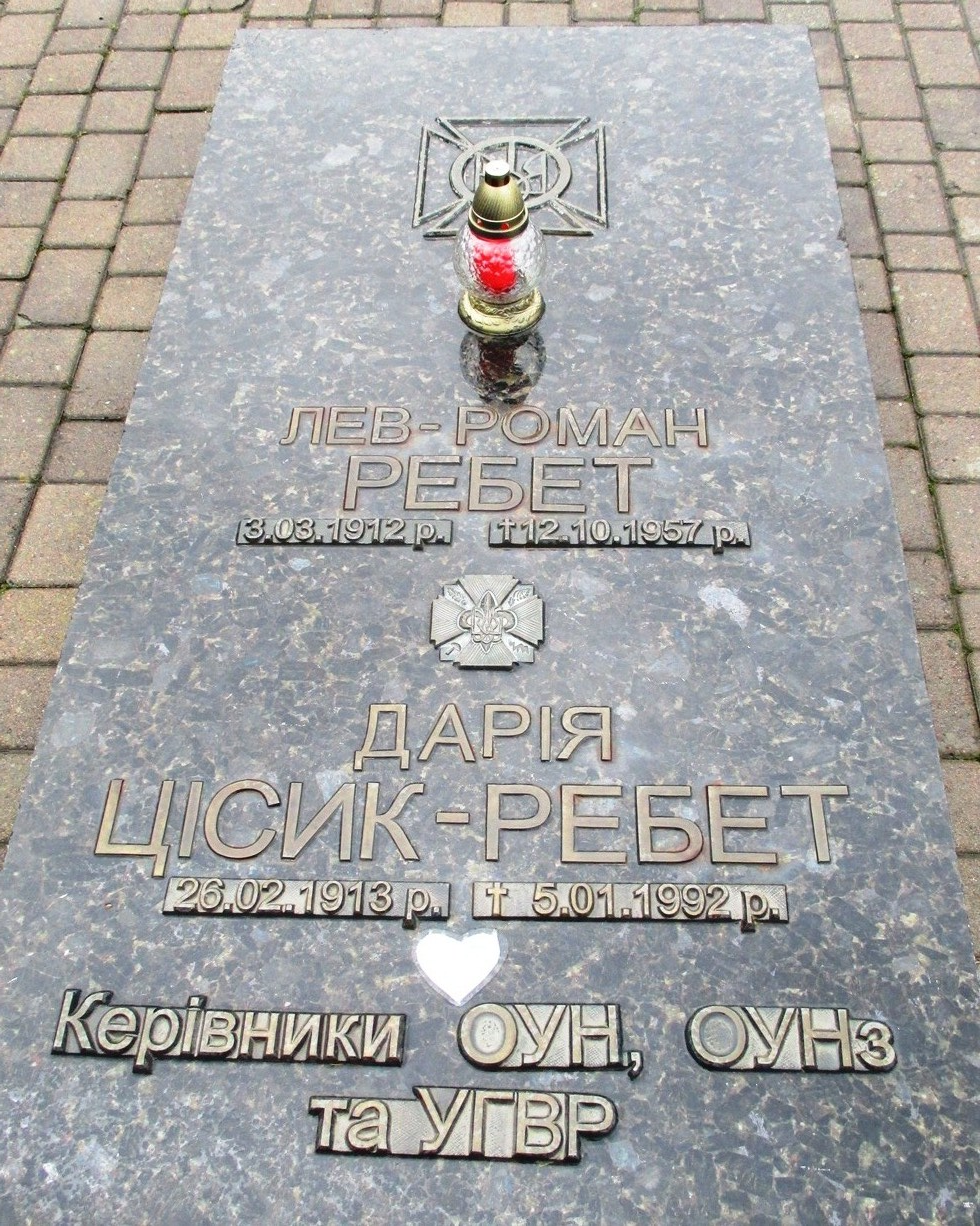
Надгробок подружжя Ребетів на полі почесних поховань Личаківського цвинтару у Львові

Влада СРСР неодноразово вимагала видачі діячів ОУН та УПА, у тому числі й Ребета, за начебто співпрацю з німцями. Саме як провідний теоретик та ідеолог націоналізму Ребет і привернув до себе увагу совєтської держбезпеки і КҐБ виділило його до числа одного з найнебезпечніших діячів, про це свідчить те, що проти нього було влаштовано атентат. У першій половині 1950-х років його кілька разів безуспішно намагалися викрасти, але врешті-решт було ухвалено рішення його знищити.
Лев Ребет був вбитий агентом КҐБ Богданом Сташинським (який згодом вбив Степана Бандеру) 12 жовтня 1957 року на сходах у будинку на Карлплатц у Мюнхені, де тоді містилася редакція «Українського Самостійника», із загорненого у газету пристрою, який вистрілював струменем синильної кислоти. Він був виготовлений у московській лабораторії, що у добу ЧК називалася «спеціальним кабінетом», у добу НКВД — «камерою», а за часів КҐБ — «спецлабораторією № 12». Зараз у структурах ФСБ вона називається «лабораторією Х».
У мить зустрічі вбивця Сташинський, він же Йозеф Леман, він же Зіґфрід Дреґер, він же Ганс-Йоахим Будайт, він же Олександр Крилов, скерував пристрій просто в обличчя Ребета і натиснув на спускову пружину. Як і було задумано у Москві, при вдиханні пари отрути швидко потрапляли до крові жертви і спричиняли закупорення судин її головного мозку. Смерть Ребета настала за півтори хвилини, але жодних слідів втручання на його тілі не залишилося. Тож лікарська експертиза, що відбулася о 10:50, причиною смерті назвала серцеву недостатність.
Українська емігрантська преса повідомила про смерть Лева Ребета «від серцевого нападу», про те що він був вбитий спеціальною отрутою стало відомо пізніше. Вже згодом, на своєму судовому процесі, Сташинський пояснював своє рішення розправитися з Ребетом тим, що, як він дізнався, перед ним був «теоретичний голова (тобто провідний теоретик) українців в екзилі», бо Ребет «опрацьовував для своїх газет не стільки хроніки подій дня, скільки, у першу чергу, ідеологічні питання».

Про вбивство Сташинський розповідав так:
«Я чекав перед будинком. Після 10-ї години я побачив, як він йшов від зупинки трамваю, я повернувся і пішов у напрямку будинку. Піднявся на одні сходи вгору, до першого поверху. Я відбезпечив зброю — почекав у коридорі на першому поверсі і за якийсь час почув, що вхідні двері відчинилися. Я вийшов з малого коридору і пішов сходами, з лівого боку донизу, Ребетові на зустріч. Ребет тримався правого боку сходів. Проходячи повз нього, я враз підняв руку і натиснув на спусковий гачок пістоля, вистрілив зі зброї у його напрямку і тоді пішов далі. Я помітив, що Ребет похитнувся вперед».
Лев Ребет був похований на цвинтарі «Вальдфрідгоф» (нім. Waldfriedhof) у Мюнхені.
30 жовтня 2010 року в Храмі Святої Трійці УГКЦ відбулася Свята літургія і чин похорону, після чого його тлінні останки перепоховані у Львові на Личаківському цвинтарі на полі № 67 (почесних поховань). Віддати шану видатному політичному, громадському та науковому діячеві прийшли перші особи міста, на чолі з мером Андрієм Садовим.

## Вшанування пам'яті
- На честь Лева Ребета названо вулиці у містах Львові та Івано-Франківську.
- Меморіальна дошка у місті Стрий.